# Alfareras trashumantes de Fuerteventura

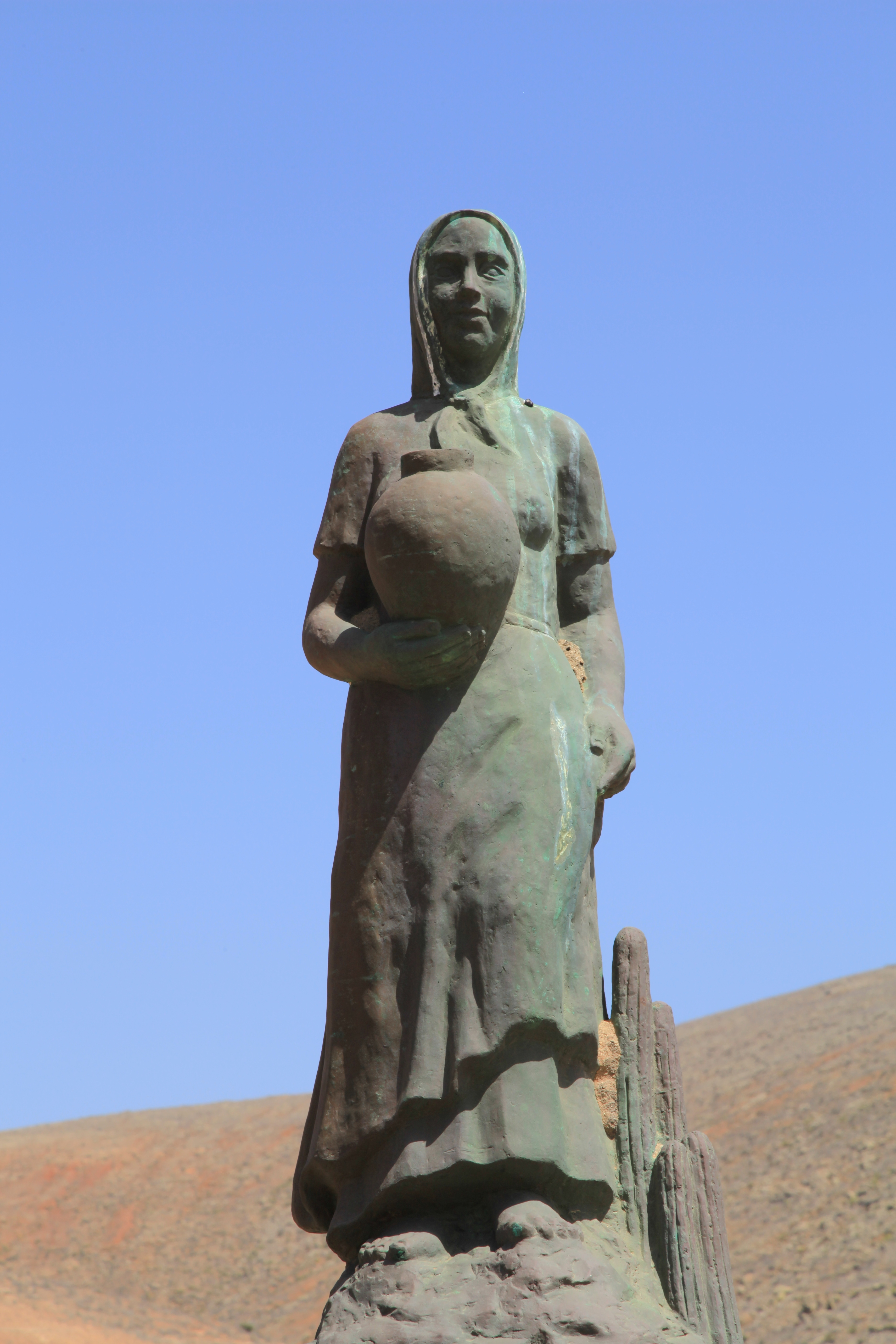
Monumento a la locera majorera en Betancuria.

Alfareras trashumantes de Fuerteventura designa al conjunto de mujeres que se dedicaban a la alfarería, conocidas como loceras, trasportando sus enseres de un pueblo a otro de esta isla, y fabricando las piezas por encargo directo allí donde se hallasen.

## Historia
En Canarias, casi todos los focos loceros se formaron por reunión de diferentes familias, muchas veces emparentadas entre sí, que se asentaban en un barrio con mayor o menor tradición alfarera, para cubrir así las necesidades del entorno. En Fuerteventura y La Palma, quizá por ser más pequeños los poblados y mayores las distancias entre ellos, existió durante siglos un fenómeno paralelo al pastoreo: las alfareras trashumantes.
Dado lo delicado de la mercancía, y la escasez de medios de transporte (cuyo mantenimiento, por otra parte, no se hubiesen podido permitir estas humildes artesanas), las loceras se desplazaban de un caserío al siguiente, armando las barreras en cada parada y creando las piezas por encargo directo.

## Alfareras delsigloXX
Entre las maestras loceras trashumantes del siglo XX, en la isla de Fuerteventura y en la zona de Valle de Santa Inés (del municipio de Betancuria), nos ha quedado noticia de la familia Brito: Salomé Brito (decana de la isla) y Eloísa Brito, fallecida en Tenerife en 1981; Josefa Acosta Rodríguez ("Fefita"), nuera de Salomé; y en la vecina Tindaya, Juana María Montelongo Reyes, alumna y familia de "Fefita".

## Proceso de trabajo de la locera nómada
Allí donde se encuentre, la propia locera extrae a pico la tierra y la mezca con arena volcánica; tras purificarla y amasar el barro con las manos, se le da forma (urdido), alisando luego la pieza con un callao bruñéndola y aplicándole luego el almagre. Se asa al aire libre en el campo, sobre piedras, con leña de palma, higuera, trajales o cualquier árbol seco (la cocción dura lo que tarde en quemarse la carga de leña); a la media hora de consumirse el fuego, ya se pueden sacar las piezas del asadero (de 20 a 30 piezas por cocción: tofios para ordeño, ollas, asaderas, braseros, bernegales, hornos, lebrillos para amasar y tallas para beber, tostadores o jarrones, entre otros).